# Callogaza
Callogaza is een geslacht van weekdieren uit de klasse van de Gastropoda (slakken).

## Soorten
- Callogaza colmani Hickman, 2012
- Callogaza frederici (E. A. Smith, 1906)
- Callogaza sericata (Kira, 1959)
- Callogaza watsoni Dall, 1881